# Białowieżyn
Białowieżyn – wieś w Polsce położona w województwie kujawsko-pomorskim, w powiecie lipnowskim, w gminie Lipno.
W latach 1975–1998 miejscowość administracyjnie należała do województwa włocławskiego.

## Demografia
Według Narodowego Spisu Powszechnego (03-2011 r.) wieś liczyła 90 mieszkańców. Jest najmniejszą miejscowością gminy Lipno.